# Sydney Olympic Park

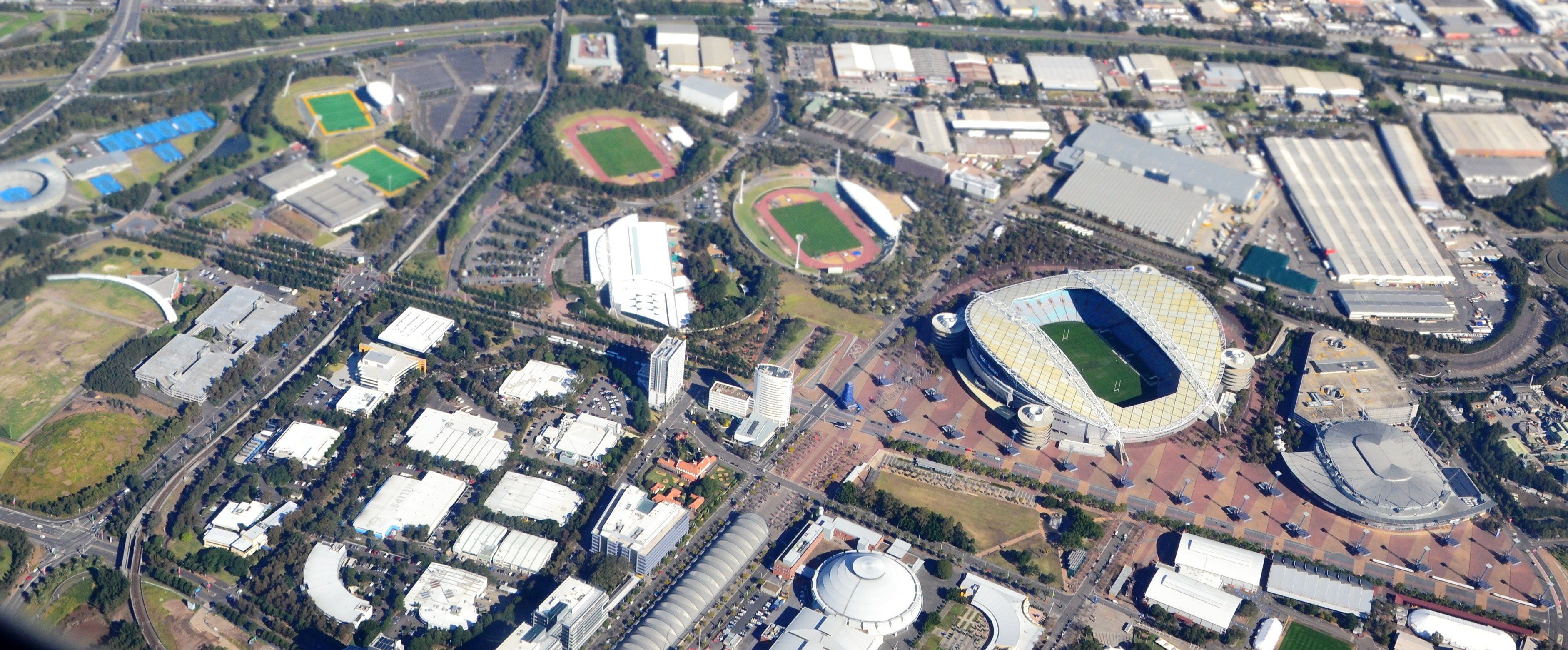
Luftbild des Sydney Olympic Park (Juni 2012)

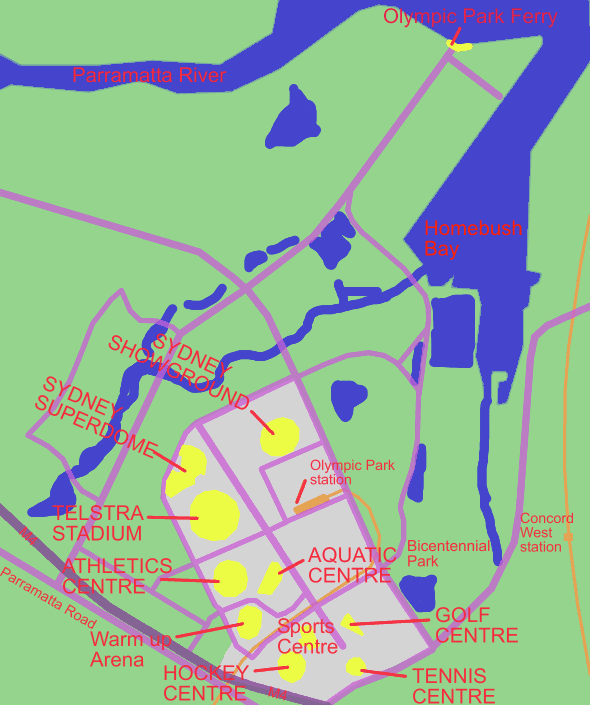
Karte

Der Sydney Olympic Park ist ein 640 Hektar großes Gelände und Stadtteil von Sydney. Er wird vom Parramatta City Council verwaltet. Das Areal mit seinen Sportstätten bildete das geographische Zentrum der Olympischen Sommerspiele 2000 und der darauf folgenden Sommer-Paralympics 2000.

## Geschichte
Das Gebiet des heutigen Sydney Olympic Parks wurde vor der Besiedlung Australiens durch die Briten von Aborigines bewohnt. 1807 wurde es Newington unter Besitz von John Blaxland hinzugefügt. Die Regierung beanspruchte in der zweiten Hälfte des 19. Jahrhunderts einen Teil des Gebietes für ein Heim, das alte Frauen aufnahm. Der Rest des Gebietes blieb eine Fluss- und Sumpflandschaft. In der Folgezeit wurden Teile des Landes industriell und militärisch genutzt, was zur Verseuchung des Bodens führte.
In den 1980er-Jahren wurde die Idee eines Technologieparks, der auf diesem Gebiet entstehen sollte, verfolgt. Es siedelten sich jedoch nur die High-Tech-Unternehmen AWA Microelectronics, BASF, Philips und Sanyo an. Das angestrebte Technologiezentrum wurde in Eveleigh, einem anderen Vorort Sydneys, verwirklicht.
Als zu Beginn der 1990er-Jahre eine Bewerbung Sydneys für die Olympischen Sommerspiele des Jahres 2000 angestrebt und dann durchgeführt wurde, kam eine andere Verwendung für das Gebiet ins Gespräch. Es sollte mit dem Olympiastadion und weiteren Sportstätten das Herzstück der Spiele bilden. In diesem Zusammenhang wurden Infrastruktur und Sportinfrastruktur verbessert und neugeschaffen.
Nach den Olympischen Spielen und den Paralympics dient der Park nun als Naherholungsgebiet und Veranstaltungsort von größeren sportlichen und kulturellen Ereignissen. Daneben siedelten sich auch Unternehmen wie die Commonwealth Bank of Australia mit Bürogebäuden an.

### Leitung
Die Entwicklung des Gebietes des heutigen Sydney Olympic Parks lässt sich auch anhand der zuständigen Leitung nachvollziehen. Bis 1995 befand es sich unter Zuständigkeit der Homebush Bay Development Corporation. Zwischen 1995 und 2001 befand sich der Park unter Leitung des Olympic Co-Ordination Authority. In diese Zeit fielen die Vorbereitungen für und die Durchführung der Olympischen Spiele und Paralympics des Jahres 2000. Seitdem leitet den Park die Sydney Olympic Park Authority.

## Gebäude und Sportanlagen

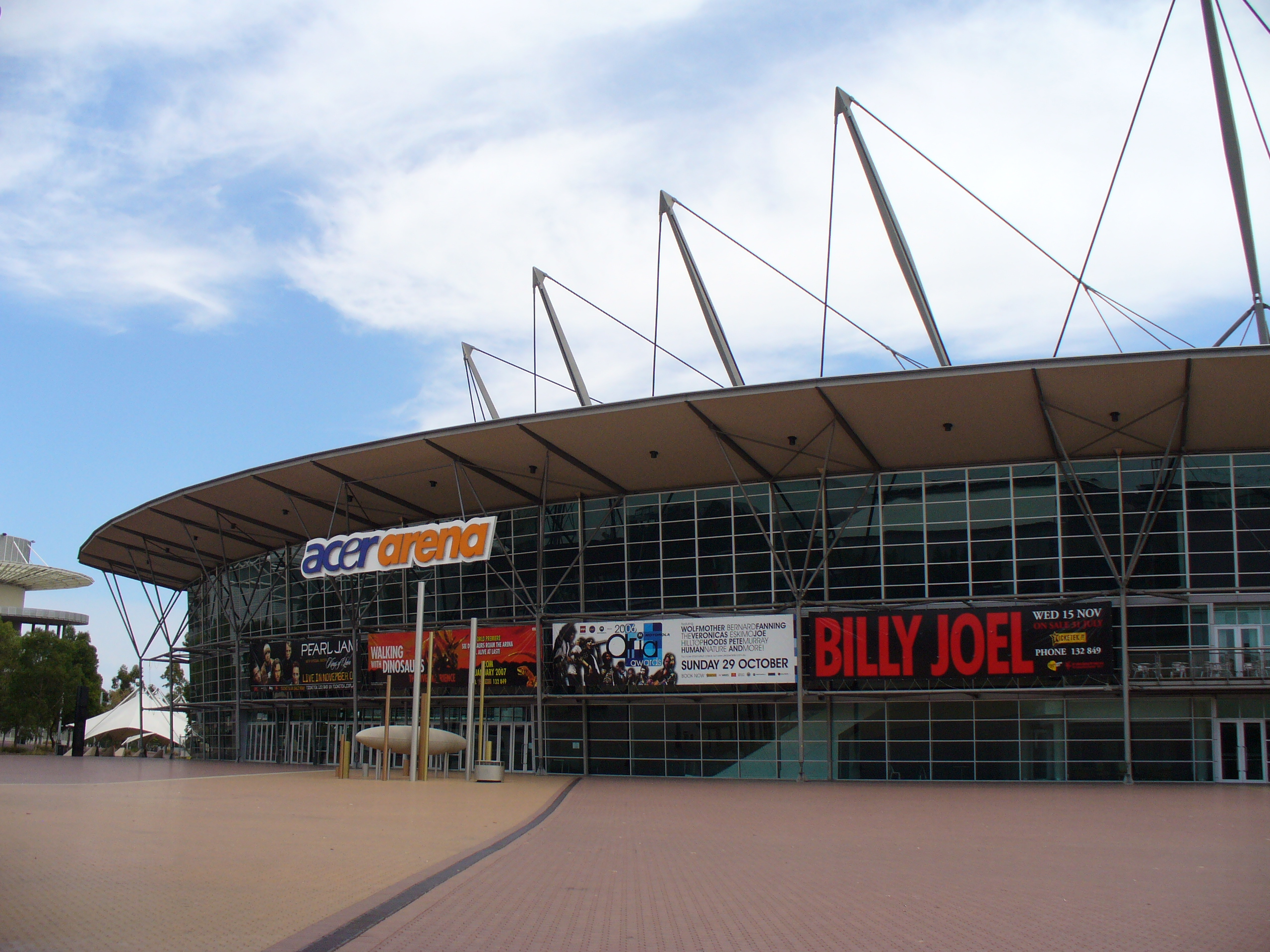
Der vormalige Superdome, hier im Oktober 2006, heißt heute Quodos Bank Arena

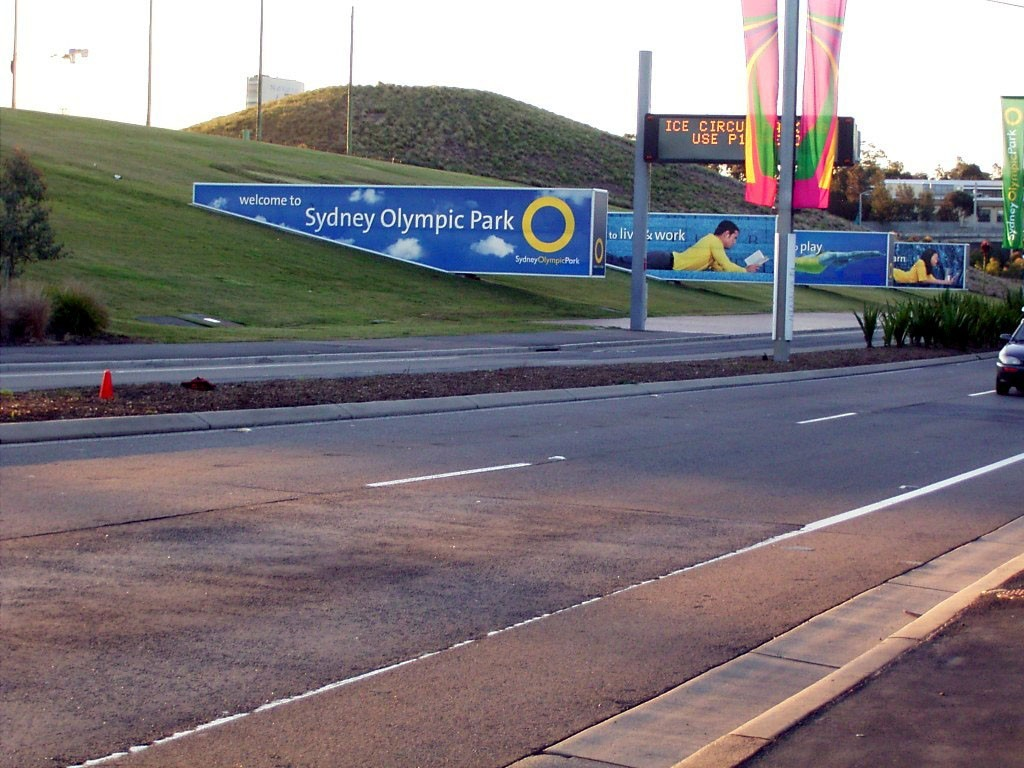
Sydney Olympic Park

Für die Olympischen Sommerspiele 2000 wurden im Sydney Olympic Park folgende Sportstätten errichtet:
- Das Sydney Olympic Stadium (nach den Spielen erst Telstra Stadium, heute ANZ Stadium) – Austragungsort der Leichtathletikwettbewerbe und Veranstaltungsort der Eröffnungs- und Schlussfeier
- Sydney Superdome, heute Qudos Bank Arena – Austragungsort der Basketballspiele und der Turnwettbewerbe
- Sydney Showgrounds – heute Veranstaltungsort der Sydney Royal Easter Show mit Sydney Showground Stadium
- Sydney Olympic Park Athletic Centre – Vorbereitungsgelände der Leichtathleten
- Sydney Olympic Park Aquatic Centre – Austragungsort der Wettbewerbe im Schwimmen, Wasserball und Wasserspringen
- Sydney Olympic Park Tennis Centre, heute NSW Tennis Centre – Austragungsort der Spiele im Tennis
- Sydney Olympic Park Hockey Centre, heute State Hockey Centre – Austragungsort der Hockeybegegnungen
- Sydney Olympic Park Archery Centre, heute Sydney International Archery Park – Austragungsort der Wettbewerbe im Bogenschießen
- Sydney Olympic Park Sports Centre, heute Quaycentre – Austragungsort der Wettbewerbe im Tischtennis und Taekwondo.

Neben diesen olympischen Sportanlagen gibt es noch einen Golfplatz, eine Mountainbike-Strecke und einen Skatepark.
Des Weiteren befinden sich auf dem Gebiet ein Novotel-Hotel, das zur französischen Accor-Gruppe gehört, und ein Ibis-Hotel, was zur selben Unternehmensgruppe gehört. Außerdem gibt es das ehemalige olympische Dorf, welches nun den neuen Vorort Sydneys, Newington bildet.
465 Hektar der Gesamtfläche von 640 Hektar sind einfache Parkfläche.